# Cirphis obumbrata
Cirphis obumbrata là một loài bướm đêm trong họ Noctuidae.